# 卫乐公寓
卫乐公寓又名会乐公寓，曾称卫乐精舍或会乐精舍（英語：Willow Court），位于上海市徐汇区复兴西路34号，东临乌鲁木齐中路，北临复兴西路，是一幢高层公寓住宅。
公寓建于1934年，由法商赉安洋行设计，顾梦良任总监工。1994年，公寓入选第二批上海市优秀历史建筑。2003年，公寓列入徐汇区登记不可移动文物名单。

## 建筑特色

### 建筑概况
卫乐公寓占地面积1720平方米，主体建筑面积3797平方米，另有802平方米的汽车间和小花园。公寓为钢筋混凝土结构建筑，高十二层。和麦琪公寓类似，建筑基地面积较小且极不规则。建筑师在设计该建筑时，因地制宜地布置五开间大楼。公寓采取点状式平面，以增加建筑面积。

### 外观设计
公寓的建筑风格为现代风格。其立面结构对称，材质为黄色水泥砂浆。建筑南立面由中部的十二层向两翼跌落至十一层，两翼均设有内阳台，具有装饰艺术风格的特征。立面沿中轴线每层挑出暗红色圆弧形阳台，两侧有简洁的竖向线条。除此之外并无其他明显的装饰。

### 内部设计
公寓内有一室、两室、三室、四室四种户型，其室内装饰也为装饰艺术风格。公寓的主入口和门厅设于其南侧，北侧则设有电梯。由于基地狭小无回车道，公寓东端的一开间被设计为穿越式车行道。